# Oostakker
Oostakker (fr. Oostacker) – dzielnica (deelgemeente) miasta Gandawa w Belgii, w Regionie Flamandzkim, w prowincji Flandria Wschodnia, w okręgu Gandawa. 1 stycznia 2020 roku liczyła 14 074 mieszkańców. Do 31 grudnia 1976 samodzielna gmina. Leży na prawym brzegu Kanału Gandawa-Terneuzen.